# امبور
امبور (به انگلیسی: Ambur) یک منطقهٔ مسکونی در هند است که در تامیل نادو واقع شده‌است.

## خصوصیات
امبور ۱۷٫۹۷ کیلومترمربع مساحت و ۱۶۲٬۵۲۱ نفر جمعیت دارد و ۳۱۶ متر بالاتر از سطح دریا واقع شده‌است.